# Filiberto Ferrero
Pour les articles homonymes, voir Ferrero (homonymie).

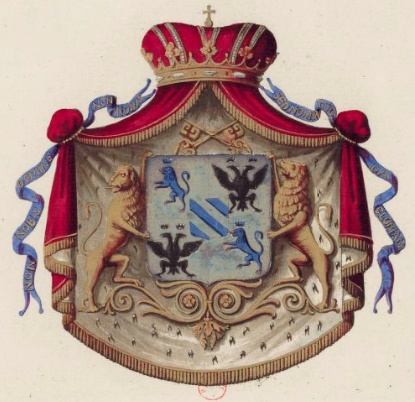
Emblème de la Famille Ferrero

Filiberto Ferrero (né à Biella au Piémont, Italie en 1500 et mort à Rome le 14 août 1549), est un cardinal italien du XVIe siècle.
Il est le frère du cardinal Pier Francesco Ferrero (1561), le neveu des cardinaux Gianstefano Ferrero (1500) et Bonifacio Ferrero (1517), l'oncle du cardinal Guido Luca Ferrero (1565) et un parent du cardinal Antonio Ferrero (1505).

## Biographie
Filiberto Ferrero est nommé évêque d'Ivrée en 1518. Il est notamment nonce auprès du duc de Savoie. Il est gouverneur de Piacenza, abbé commendataire de S. Michele della Chiusa, nonce auprès du roi de France et abbé commendataire de S. Stefano.
Le pape Paul III le crée cardinal lors du consistoire du 8 avril 1549. Le cardinal Ferrero meurt la même année.